# Mondholz
Unter Mondholz bzw. Mondphasenholz versteht man Holz von Bäumen, die unter Berücksichtigung des forstwirtschaftlichen Mondkalenders gefällt wurden. Diesem Holz werden subjektiv besondere Qualitäten hinsichtlich seiner Stabilität, Haltbarkeit, wenig Schwund- und Quellveränderung, Feuerbeständigkeit, Härte, Widerstandsfähigkeit gegen Schädlinge u. a. nachgesagt. Ein Zusammenhang zwischen den Eigenschaften des Holzes und dem Zeitpunkt des Fällens im Mondkalender wurde mit objektiven wissenschaftlichen Untersuchungen jedoch bereits wiederholt widerlegt.
Auf dem Markt liegen die Preise für Mondholz bis zu 30 % über dem für konventionelles Holz.

## Gewinnung von Mondholz
Die Bäume müssen dazu im Winter um Weihnachten herum bei abnehmendem Mond kurz vor Neumond geschlagen werden. Auch der Anfang des März wird als günstiger Zeitpunkt häufig benannt. Wie bei anderen Mondregeln auch gibt es zahlreiche Varianten für die Fälltermine.

## Zugesprochene Eigenschaften
Dem Mondholz wird nachgesagt, dass es besonders trocken, schwindarm, rissfrei, verwindungsstabil, unempfindlicher gegen Fäulnis oder Insektenbefall sowie witterungsbeständiger sei. Es wird von Kaminen in alten Bauernhäusern berichtet, die innen mit Mondholz ausgekleidet seien. Das Holz verkohle nur an der Oberfläche, ohne zu brennen. Ob es sich hierbei um Mondholz handelt, kann nicht nachgewiesen werden, jedoch spezielle Behandlungsmethoden, z. B. das Schlämmen der Oberfläche als Funkenschutz. Heute zahlen interessierte Kunden beim Forstbetrieb, Sägewerk oder Tischler bis zu 30 % Aufschlag gegenüber dem Marktpreis, um Mondholz zu erhalten. Weihnachtsbäume, die als Mondholz geschlagen wurden, fangen angeblich später an zu nadeln als die herkömmliche Ware.

## Forstwissenschaft
Henri Louis Duhamel du Monceau, Begründer der biologischen Holzforschung, widerlegte in einer Studie zwischen 1732 und 1736 die These, im abnehmenden Mond geschlagenes Holz sei haltbarer als das zu anderen Mondphasen geschlagene. Auch der Forstwissenschaftler Hermann Knuchel kommt in groß angelegten Versuchen in den 1920er Jahren zum selben Ergebnis.
Forstwissenschaftler, zuletzt an der TU Dresden, widerlegten nach Untersuchungen die dem Mondholz zugeschriebenen besonderen Qualitäten. In Experimenten wiesen sie nach, dass physikalische und biologische Eigenschaften sich von denen anderer Hölzer nicht unterscheiden. Die Bedeutung von Mondholz sei ein auf Volksglaube und einem romantischen Bedürfnis nach einem unverfälschten Rohstoff basierendes erfolgreiches Marketingmodell.
Studien in den 1990er Jahren (Ernst Zürcher, Schweizerische Hochschule für Forstwirtschaft) ergaben, „dass eine Art Prägung durch den spezifischen Fälltermin“ fortbesteht. So konnte an zwei Fichtenbäumen unter Laborbedingungen nachgewiesen werden, dass die Struktur des Holzes tatsächlich zu- und abnimmt – als Durchmesserschwankung um die 80 bis 120 μm. Eine auf diesen Ergebnissen aufbauende Studie an Bäumen in der freien Natur widerspricht der Studie von Zürcher et al. direkt. Sie listet darüber hinaus mögliche Fehlerquellen in Zürchers Studie auf.
In einer forstwirtschaftlichen Studie von 2002 konnten bei 16 genetisch identischen Fichten, deren Fällung zu unterschiedlichen Mondphasen erfolgte, keine statistisch relevanten Abweichungen beim Verlauf des Nadelverlustes beobachtet werden.

## Allgemeine Faktoren alter Forsttechnik
Nach überlieferter Meinung ist das langsame Wachstum von Bäumen auf kargem Boden im relativ hohen Alter zur Entstehung von höherwertigem Holz notwendig. Auch der Wintereinschlag in der Saftruhe war aus Gründen des Transports und der Arbeitseinteilung üblich. Dabei erfolgt die Fällung so, dass die Bäume mit dem Wipfel bergab liegen. Die Äste bleiben mindestens acht Wochen bis zum Frühjahr am Baum. Der Baum versucht noch, Früchte zu bilden und leitet die letzten Säfte in die Äste; somit ist der Stamm nach dem Entasten relativ trocken. Die Stämme werden im Sägewerk aufgeschnitten und nach einer Lagerzeit von bis zu zwei Jahren weiterverarbeitet. Das bedeutet, dass das Holz insgesamt besonders ausgewählt und behandelt wird, was einen eventuellen Qualitätsvorsprung erklären könnte. Diese Art des Holzeinschlags nach überlieferter alter Forsttechnik wird besonders in Österreich und im süddeutschen Raum vereinzelt noch praktiziert.
Als Hauptproblem der Untersuchung forsttechnischer Aspekte erweisen sich die dürftige Informationslage über „altes Holz“ und die geänderten Kriterien der Gewinnung, Verwendung und Qualitätsbeurteilung von Bauholz, die die experimentelle Überprüfung erschweren. Hier wären zu nennen:
- Schlechte Quellenlage: Alte Hölzer sind selten datiert, häufig Sekundärverwendungen unterworfen und waren vor und nach dem Fällschlag unterschiedlichen Bedingungen ausgesetzt. Sie sind selten einem Ursprungsort zuzuweisen. In der Chronologie bezeichnet man das als Einzelfund und hütet sich vor generalisierenden Schlüssen.
- Die klimatischen Bedingungen im Baumwachstum: So ist vor 1900 geschlägertes Holz in der Kleinen Eiszeit gewachsen.
- Die Gendrift der genutzten Bäume und der Holzschädlinge: Insbesondere seit den 1950er-Jahren werden Bestände sortenrein aufgeforstet, also mit züchterisch gewonnenem, oft genetisch eng geführtem Material.
- Materialveränderung von Holz: Langfristige chemische Veränderungen der Lignine, Zellulosen und Begleitstoffe, oder die Einlagerung von Mineralien, die die technischen Eigenschaften des Baumaterials beeinflussen.
- Logistische Unterschiede der Holzbringung und Verarbeitung: Unsicherheiten gibt es etwa über die Frage des Frischverbaus, also die Zeiträume zwischen Einschlag, Aufarbeitung und Verbau. Auch über den Einfluss des Flößens – das bis in die Zwischenkriegszeit Haupttransportweg für Bauholz war – auf Auslaugung und Strukturveränderungen im Holz ist wenig bekannt.

Allgemein kann gesagt werden, dass Untersuchungen an Baumbeständen des Alpenraums und anderen von der modernen Forsttechnik geringfügiger beeinflussten Wäldern, für die manche der obigen Kriterien nicht so zutreffen, von deutlich höherer Aussagekraft sind.
Neben unbestrittenen Holzqualitäten, die sich aus Alter und Standort der Bäume ergeben, beruhen viele Annahmen über die Eigenschaften von Mondholz auf dem Glauben an den Einfluss des Mondes auf die Lebewesen der Erde.

## Historische Quellen
Auf einen Zusammenhang mit dem Mond verweist Henri Louis Duhamel du Monceau 1764 in seinem Buch De l'Exploitation des bois, das 1766 auf Deutsch erschien. Mit dem Hinweis, dass auch Fischer ihren Fang gerne bei bestimmtem Mondstand einbringen und Ärzte diverse Krankheiten dem Mond zuschreiben (Mondsucht), geht er den dem Holz zugeschriebenen Eigenschaften nach, wenn der Baum bei zu- oder abnehmenden Mond gefällt wurde. Er kommt dabei zu folgendem Ergebnis: „Wenn man dieses bedenkt, so kann man sich von den großen Wirkungen, die man dem Mond insgemein zuschreibt, sehr wenig versprechen.“

## Bauten, in denen Mondholz verwendet wird
- Die Marktkirche zum Heiligen Geist in Clausthal-Zellerfeld ist Deutschlands größte Holzkirche und wurde nach Archivunterlagen während des Dreißigjährigen Krieges mit Mondholz gebaut. Für ihre Sanierung wurden Anfang 2009 von den niedersächsischen Landesforsten 50 Mondfichten gefällt und gestiftet.[10]
- Orgel der Elbphilharmonie Hamburg, erbaut von Johannes Klais Orgelbau[11]
- Auch Wohnhäuser und Gewerbebauten wie das Nitrofilm-Depot in Laxenburg für das Filmarchiv Austria oder die Arche Neo, ein Bürogebäude in Kitzbühel[12]